# Mont de l'Holy Cross
Pour les articles homonymes, voir Holy Cross.
Le mont de l'Holy Cross, en anglais Mount of the Holy Cross, est un sommet montagneux américain dans le comté d'Eagle, au Colorado. Il culmine à 4 269 mètres d'altitude dans la chaîne Sawatch. Il est protégé au sein de la forêt nationale de White River et de l'Holy Cross Wilderness.